# Simbolo di riciclaggio

Simbolo del riciclaggio

Simbolo del materiale riciclabile

Il simbolo di riciclaggio (♲ o ♻) è il simbolo internazionale che indica il riciclaggio dei rifiuti. È composto da tre frecce che formano un nastro di Möbius. Il simbolo non è un marchio registrato.
Disegnato nel 1971 da Gary Anderson, il logo venne inviato ad un concorso indetto dalla Container Corporation of America.
Il simbolo viene utilizzato anche per indicare il riciclaggio della carta (♼) o la carta parzialmente riciclata (♽). Una variante del logo è il triangolo composto da tre frecce (♺) simbolo del materiale riciclabile. All'interno del triangolo può essere inserito un numero che corrisponde ad un codice di riciclaggio. In Unicode, nel blocco Miscellaneous Symbols, oltre ai simboli precedenti, sono presenti i caratteri con i codici che vanno da 1 a 7: ♳, ♴, ♵, ♶, ♷, ♸ e ♹.